# Chiesa dei Santi Filippo e Giacomo (Cerete)
La chiesa dei Santi Filippo e Giacomo è la parrocchiale di Cerete Alto, frazione di Cerete in provincia di Bergamo, facente parte del vicariato di Clusone-Ponte Nossa.
La chiesa fu edificata su disegno di Andrea Fantoni di Rovetta nel XVII secolo, e contiene opere realizzate sempre dalla bottega fantoniana, nonché la tela del clusonese Antonio Cifrondi.

## Storia
La chiesa fu edificata dopo la distruzione dell'antico luogo di culto intitolato ai due santi posto nel centro dell'abitato, e con il recupero dei materiali di risulta. Gli spazi dell'antica aula divennero il sagrato della cappella di Sant'Annunciata edificata nel Quattrocento che era integrata come cappella interna alla chiesa ma che godendo del giuspatronato della famiglia Marinoni di Cerete non poté essere distrutta.
L'edificio di culto fu edificato sui resti un castello medioevale che risulta essere presente nella località di Cerete Alto già nel XV secolo su progetto di Andrea Fantoni di Rovetta. La data di fondazione risalirebbe con la posa della prima pietra il 22 luglio 1711 con la benedizione del cardinale Pietro Priuli e terminata nel 1725. La chiesa fu consacrata dal vescovo di Bergamo Antonio Redetti nel 1736. La chiesa fu poi oggetto di lavori di decorazione e finiture mentre la torre campanaria fu elevata solo nel 1914. Mentre gli i ingressi interni furono completati dalle bussole lignee a protezione delle temperature invernali nel 1969.

## Descrizione

### Esterno
La chiesa è decentrata rispetto al centro abitato, posta in posizione sopraelevata. Presenta il classico orientamento a est, è preceduta da un ampio porticato con sette aperture a tutto sesto con pilastri a sezione quadrata complete di basi e capitelli che si appoggiano sul muretto della struttura. L'arcata centrale che accompagna all'ingresso principale è di maggiore ampiezza.

### Interno
La chiesa a navata unica si sviluppa su cinque campate divise da lesene.
Nella prima campata a sinistra vi è il fonte battesimale, sormontato dal matroneo, posto anche sulla parte contrapposta. Le campate sono complete di altari in marmo policromi, su cui si conservano opere di particolare interesse.
La zona presbiteriale è rialzata da due gradini in marmo nero di Gazzaniga chiuso dalla balaustra in marmo giallo Verona. L'altare in marmi policromi è ricco di intarsi e il medaglione centrale raffigurante nell'altorilievo il brano dell'Antico Testamento: Sacrificio di Isacco opera fantoniana.
Il presbiterio presenta un piano sopraelevato di due gradini in marmo nero e protetto da balaustra in marmo giallo di Verona. Al centro di questo si trova l'altare in marmi policromi ricco di intarsi e con medaglia al centro del paliotto raffigurante il sacrificio di Isacco. Il coro conserva la tela del clusonese Antonio Cifrondi Madonna coni santi Filippo, Giacomo e Domenico.